# Grande Prêmio de Mônaco de 2019
O Grande Prêmio de Mônaco de 2019 (formalmente denominado Formula 1 Grand Prix de Monaco 2019) foi a sexta etapa da temporada de 2019 da Fórmula 1. Disputada em 26 de maio de 2019 no Circuito de Mônaco, Monte Carlo, Mônaco

## Relatório

### Antecedentes
Morte de Niki Lauda
O tricampeão mundial de Fórmula 1 (1975, 1977 e 1984), Niki Lauda, morreu aos 70 anos por falência renal. Lauda passou por um transplante de pulmão e só recebeu alta depois de ficar mais de dois meses internado. No começo deste ano, o tricampeão ficou mais dez dias no hospital após ter febre durante as festas de fim de ano.
Segundo a categoria, cada um dos 20 pilotos receberá um boné vermelho - marca registrada de Lauda - antes da corrida. A categoria também convidou os fãs a fazerem o mesmo, além de incentivar os donos dos iates ancorados no principado a tocarem as buzinas das embarcações.

### Treino Classificatório[3]
Q1
Como sempre, o Q1 teve tráfego muito intenso na pista, e Max Verstappen foi o primeiro a pegar pista limpa e baixar para a casa de 1m11s. Pierre Gasly também encaixou boa volta inicialmente para ficar em terceiro, enquanto Valtteri Bottas e Lewis Hamilton subiram respectivamente em quarto e quinto. A surpresa inicial foi Kevin Magnussen, em segundo na primeira rodada de tentativas.
Enquanto isso, a dupla da Ferrari tinha problemas com o tráfego e o próprio carro, tanto que Charles Leclerc quase bateu na Rascasse e Sebastian Vettel, que se acidentou no terceiro treino livre, fez só o décimo tempo na primeira série de voltas rápidas. Depois, Bottas assumiu o primeiro lugar, apenas 0s035 à frente de Verstappen e 0s087 mais rápido do que Hamilton, que pulou para terceiro. A dois minutos do fim, o inglês melhorou para 1m11s542 e pulou para primeiro.
Vettel e Leclerc viveram um drama nos minutos finais. O alemão errou na sua segunda tentativa, resvalou no guard rail no "S" da Piscina e teve de arriscar tudo numa volta final a dez segundos do fim do Q1. Com o cronômetro zerado, o alemão espantou o fantasma da eliminação ao fazer 1m11s434 e assumir o primeiro lugar. Já Leclerc, que era o sexto colocado a quatro minutos do fim, não tez uma nova tentativa e foi caindo até ser eliminado em 16º. Depois do treino, o monegasco ganhou uma posição com uma punição a Antonio Giovinazzi.
Eliminados:Robert Kubica, George Russell, Lance Stroll,Sergio Pérez e Charles Leclerc.
Q2
Bottas começou o Q2 quebrando o recorde da pista, com 1m10s701, superando Hamilton em 0s423. Depois, o inglês melhorou e reduziu a desvantagem para 0s134. Enquanto isso, Max Verstappen ficou em terceiro na sua primeira tentativa, à frente de Daniil Kvyat. Já Vettel não fez uma boa primeira volta, e acabou 1s2 de Bottas.
No entanto, o alemão evitou novo drama no Q2 e cravou 1m11s227 para assumir o quarto lugar. Já Verstappen, a dois minutos do fim, melhorou para 1m10s618 e tomou a liderança de Bottas. A briga pelas últimas vagas no Q3 foi intensa, e Kevin Magnussen deu um salto para o quinto lugar na última volta, enquanto seu companheiro Romain Grosjean ficou fora, em 13º, e soltou palavrões pelo rádio após ter sido atrapalhado por Pierre Gasly - o francês ainda foi punido com a perda de três posições no grid.
Eliminados: Antonio Giovinazzi,Kimi Räikkönen,Romain Grosjean,Lando Norris e Nico Hülkenberg
Q3
Valtteri Bottas voltou a mostrar velocidade no começo do Q3 e derrubou de novo o recorde da pista ao fazer 1m10s252 na sua primeira volta, 0s389 à frente de Max Verstappen, com Sebastian Vettel em terceiro. Lewis Hamilton errou na sua primeira volta e na segunda melhorou o suficiente para tomar a segunda colocação.
Na última série de tentativas, Bottas não fez uma boa volta, enquanto Hamilton foi ao limite de sua Mercedes para conquistar sua segunda pole no campeonato e 85 na carreira. Já Sebastian Vettel voltou a errar na sua última volta e acabou superado por Max Verstappen.

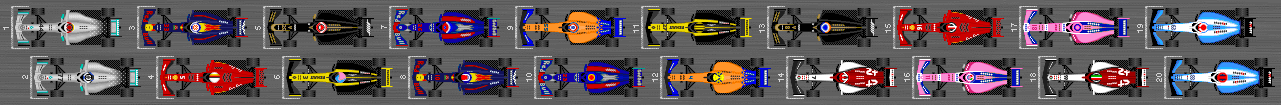
Grid de Largada

### Corrida[4]
Antes da corrida, todos os pilotos receberam bonés vermelhos para homenagear Niki Lauda, morto na última segunda-feira. Houve ainda um minuto de silêncio no grid de largada. Já Lewis Hamilton, depois de ter feito os treinos com o capacete normal com o qual corre, participou da corrida com um "casco" utilizando o layout que o austríaco teve na temporada de 1984, na qual conquistou o tricampeonato.
A largada foi limpa, sem acidentes. Hamilton manteve a ponta à frente de Bottas, que quase perdeu a segunda posição para Verstappen. Ricciardo largou bem e subiu de sexto para quinto, atrás de Vettel. Leclerc teve de cortar caminho na Sainte Devote para não bater e passou em 14º no fim da primeira volta.
Charles Leclerc, o “dono da casa”, largou em 15º e rapidamente passou a atacar seus rivais pelas posições. Carlos Sainz e Kimi Raikkonen perderam a posição para o monegasco logo na largada e o próximo foi Romain Grosjean. Na Rascasse, Leclerc colocou por dentro do piloto da Haas e ganhou a 12ª posição na volta 6. No próximo giro, Leclerc tentou a mesma manobra em cima de Nico Hulkenberg. O piloto da Renault manteve sua trajetória, Leclerc acabou acertando a RS19 do alemão e rodando – com um pneu furado em sua SF90 como resultado. Leclerc bem que tentou voltar, mas com danos consideráveis no chassis acabou abandonando a corrida na volta 16.
Líderes trocam os pneus, e Verstappen leva a melhor sobre Bottas na saída dos boxes, mas, Verstappen acabou sendo punido em cinco segundos por saída insegura após sua troca de pneus.
Enquanto a maioria dos pilotos optou pela parada dos boxes durante o Safety Car – que entrou na volta 14 para os ficais limparem os destroços deixados pelo carro de Leclerc no Circuito de Mônaco – Sainz não parou, e era o quinto colocado quando fez sua parada obrigatória na volta 29, voltando à pista na nona posição para recuperar algumas posições e terminar na P6. O companheiro de equipe de Sainz, Lando Norris, terminou fora do top 10 na P11.
A Toro Rosso realmente impressionou em Mônaco. Kvyat terminou em sétimo e Alexander Albon em oitavo, enquanto Daniel Ricciardo e Romain Grosjean completaram os dez melhores do dia.
Com o apertado circuito nas ruas do Principado, alguns pilotos acabaram se tocando e penalidades foram aplicadas. Além de Verstappen – que recebeu cinco segundos de punição -, Antonio Giovinazzi recebeu 10 segundos por um toque em Robert Kubica na ‘La Rascasse’. Lance Stroll e Kimi Raikkonen se envolveram em um incidente na saída do ‘Grande Hotel’ – Raikkonen tentou por fora e foi impedido pelo piloto da Racing Point. Stroll levou cinco segundos. O outro a receber uma penalidade – não por toque, mas por cortar caminho – foi Grosjean, e perdeu cinco segundos na tabela de tempos no final da corrida.
Após a corrida os comissário investigaram um incidente entre Kevin Magnussen e Sergio Perez. Magnussen terminou em 12º, mas acabou caindo para 14º com o piloto considerado culpado.  Os comissários decidiram que o piloto da Haas levou vantagem ao atravessar a chicane, enquanto defendia sua posição do mexicano.
Perez moveu-se para a esquerda do Magnussen, na zona de frenagem da curva 10, e puxou totalmente para o lado. Os dois carros pegaram o primeiro vértice lado a lado e foram para o segundo ápice lado a lado”, diz o comunicado emitido pelo FIA.
Magnussen então passou por trás da zebra, evitando uma colisão com o Perez, que teria resultado se ele tivesse ultrapassado a zebra. No entanto, em vez de voltar à pista o mais rapidamente possível, o condutor do carro 20 abriu a sua curva e também cruzou o próximo ápice criando um atalho adicional, que lhe permitiu voltar à pista à frente do carro 20, em vez de lado a lado, que teria sido o caso se ele tivesse ido atrás da zebra e voltado a se juntar o mais rápido possível, sendo que havia espaço para fazer.
A corrida foi marcada pela disputa tensa entre Mercedes e Red Bull, Hamilton e Verstappen. Com pneus médios, contra os duros de Verstappen, o britânico foi duramente atacado nas voltas finais e chegou a ser tocado pelo piloto da Red Bull na Chicane da saída do túnel, faltando duas voltas para o fim da corrida, mas conseguiu manter a liderança. Apesar de ser muito mais rápido do que Hamilton, o piloto da Mercedes se defendeu com maestria para garantir a vitória no tradicional GP de Mônaco.
Verstappen cruzou a linha de chegada em segundo, mas levou cinco segundos de penalidade depois da Red Bull soltar perigosamente o piloto durante a parada nos boxes. O holandês passou Valtteri Bottas na manobra, mas acabou empurrando Bottas nas proteções causando um furo no pneu do piloto da Mercedes. Bottas teve que retornar aos boxes e fazer uma nova parada para trocar seus pneus, e perdeu a terceira posição para Sebastian Vettel, da Ferrari.
Com a punição de Verstappen, Vettel foi o segundo colocado enquanto Bottas completou o pódio em Mônaco. O piloto da Red Bull terminou na P2, mas caiu para a quarta posição, à frente de seu companheiro de equipe Pierre Gasly.
Já o Gasly, garantiu um ponto pela volta mais rápida. Nos estágios finais, o francês fez uma parada extra para pneus novos e marcou 1:14.279, somando 11 pontos no fim de semana em Mônaco.

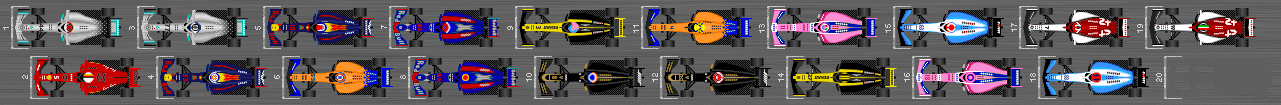
Resultado da corrida

## Pneus
| Nome do composto | Cor | Banda de rolamento | Condições de Tempo | Dry Type | Aderência       | Longevidade   |
| ---------------- | --- | ------------------ | ------------------ | -------- | --------------- | ------------- |
| Macio (C5)       |     | Slick (P Zero)     | Seco               | Soft     | Mais aderência  | Menos durável |
| Médio (C4)       |     | Slick (P Zero)     | Seco               | Medium   | Médio           | Médio         |
| Duro (C3)        |     | Slick (P Zero)     | Seco               | Hard     | Menos aderência | Mais durável  |

| Escolhas de Pneus de cada piloto para o GP de Mônaco: | Escolhas de Pneus de cada piloto para o GP de Mônaco: | Escolhas de Pneus de cada piloto para o GP de Mônaco: | Escolhas de Pneus de cada piloto para o GP de Mônaco: | Escolhas de Pneus de cada piloto para o GP de Mônaco: | Escolhas de Pneus de cada piloto para o GP de Mônaco: |
| ----------------------------------------------------- | ----------------------------------------------------- | ----------------------------------------------------- | ----------------------------------------------------- | ----------------------------------------------------- | ----------------------------------------------------- |
| Nº                                                    | Pilotos                                               | Equipe(s)                                             | Duro                                                  | Médio                                                 | Macio                                                 |
| 44                                                    | Lewis Hamilton                                        | Mercedes                                              |                                                       |                                                       |                                                       |
| 77                                                    | Valtteri Bottas                                       | Mercedes                                              |                                                       |                                                       |                                                       |
| 5                                                     | Sebastian Vettel                                      | Ferrari                                               |                                                       |                                                       |                                                       |
| 16                                                    | Charles Leclerc                                       | Ferrari                                               |                                                       |                                                       |                                                       |
| 33                                                    | Max Verstappen                                        | Red Bull-Honda                                        |                                                       |                                                       |                                                       |
| 10                                                    | Pierre Gasly                                          | Red Bull-Honda                                        |                                                       |                                                       |                                                       |
| 3                                                     | Daniel Ricciardo                                      | Renault                                               |                                                       |                                                       |                                                       |
| 27                                                    | Nico Hülkenberg                                       | Renault                                               |                                                       |                                                       |                                                       |
| 8                                                     | Romain Grosjean                                       | Haas-Ferrari                                          |                                                       |                                                       |                                                       |
| 20                                                    | Kevin Magnussen                                       | Haas-Ferrari                                          |                                                       |                                                       |                                                       |
| 55                                                    | Carlos Sainz Jr.                                      | McLaren-Renault                                       |                                                       |                                                       |                                                       |
| 4                                                     | Lando Norris                                          | McLaren-Renault                                       |                                                       |                                                       |                                                       |
| 11                                                    | Sergio Pérez                                          | Racing Point-Mercedes                                 |                                                       |                                                       |                                                       |
| 18                                                    | Lance Stroll                                          | Racing Point-Mercedes                                 |                                                       |                                                       |                                                       |
| 7                                                     | Kimi Raikkonen                                        | Alfa Romeo Racing-Ferrari                             |                                                       |                                                       |                                                       |
| 99                                                    | Antonio Giovinazzi                                    | Alfa Romeo Racing-Ferrari                             |                                                       |                                                       |                                                       |
| 23                                                    | Alexander Albon                                       | Toro Rosso-Honda                                      |                                                       |                                                       |                                                       |
| 26                                                    | Daniil Kvyat                                          | Toro Rosso-Honda                                      |                                                       |                                                       |                                                       |
| 88                                                    | Robert Kubica                                         | Williams-Mercedes                                     |                                                       |                                                       |                                                       |
| 63                                                    | George Russell                                        | Williams-Mercedes                                     |                                                       |                                                       |                                                       |

## Resultados

### Treino Classificatório
| 1                        | 44 | Lewis Hamilton     | Mercedes                  | 1:11.542 | 1:10.835 | 1:10.166 | 1   |
| 2                        | 77 | Valtteri Bottas    | Mercedes                  | 1:11.562 | 1:10.701 | 1:10.252 | 2   |
| 3                        | 33 | Max Verstappen     | Red Bull-Honda            | 1:11.597 | 1:10.618 | 1:10.641 | 3   |
| 4                        | 5  | Sebastian Vettel   | Ferrari                   | 1:11.434 | 1:11.227 | 1:10.947 | 4   |
| 5                        | 10 | Pierre Gasly       | Red Bull-Honda            | 1:11.740 | 1:11.457 | 1:11.041 | 81  |
| 6                        | 20 | Kevin Magnussen    | Haas-Ferrari              | 1:11.865 | 1:11.363 | 1:11.109 | 5   |
| 7                        | 3  | Daniel Ricciardo   | Renault                   | 1:11.767 | 1:11.543 | 1:11.218 | 6   |
| 8                        | 26 | Daniil Kvyat       | Toro Rosso-Honda          | 1:11.602 | 1:11.412 | 1:11.271 | 7   |
| 9                        | 55 | Carlos Sainz Jr.   | McLaren-Renault           | 1:11.872 | 1:11.608 | 1:11.417 | 9   |
| 10                       | 23 | Alexander Albon    | Toro Rosso-Honda          | 1:12.007 | 1:11.429 | 1:11.653 | 10  |
| 11                       | 27 | Nico Hülkenberg    | Renault                   | 1:12.097 | 1:11.670 | —        | 11  |
| 12                       | 4  | Lando Norris       | McLaren-Renault           | 1:11.845 | 1:11.724 | —        | 12  |
| 13                       | 8  | Romain Grosjean    | Haas-Ferrari              | 1:11.837 | 1:12.027 | —        | 13  |
| 14                       | 7  | Kimi Räikkönen     | Alfa Romeo-Ferrari        | 1:11.993 | 1:12.115 | —        | 14  |
| 15                       | 99 | Antonio Giovinazzi | Alfa Romeo-Ferrari        | 1:11.976 | 1:12.185 | —        | 181 |
| 16                       | 16 | Charles Leclerc    | Ferrari                   | 1:12.149 | —        | —        | 15  |
| 17                       | 11 | Sergio Pérez       | Racing Point-BWT Mercedes | 1:12.233 | —        | —        | 16  |
| 18                       | 18 | Lance Stroll       | Racing Point-BWT Mercedes | 1:12.846 | —        | —        | 17  |
| 19                       | 63 | George Russell     | Williams-Mercedes         | 1:13.477 | —        | —        | 19  |
| 20                       | 88 | Robert Kubica      | Williams-Mercedes         | 1:13.751 | —        | —        | 20  |
| Tempo dos 107%: 1:16.549 |    |                    |                           |          |          |          |     |
| Fonte:                   |    |                    |                           |          |          |          |     |

Notas
- ↑1  – Pierre Gasly (Red Bull) perdeu 3 posições do grid por provocar um acidente com Romain Grosjean (Haas) no Q2.[6]

- ↑2  – Antonio Giovinazzi (Alfa Romeo) perdeu 3 posições do grid por provocar um acidente com Nico Hülkenberg (Renault) no Q1.[6]

### Corrida
| Pos.   | Nu. | Piloto             | Construtor                | Voltas | Tempo/Retirado | Pit Stop | Pneus | Grid | Pontos |
| ------ | --- | ------------------ | ------------------------- | ------ | -------------- | -------- | ----- | ---- | ------ |
| 1      | 44  | Lewis Hamilton     | Mercedes                  | 78     | 1:43:28.437    |          |       | 1    | 25     |
| 2      | 5   | Sebastian Vettel   | Ferrari                   | 78     | +2.602         |          |       | 4    | 18     |
| 3      | 77  | Valtteri Bottas    | Mercedes                  | 78     | +3.162         |          |       | 2    | 15     |
| 4      | 33  | Max Verstappen     | Red Bull-Honda            | 78     | +5.537         |          |       | 3    | 12     |
| 5      | 10  | Pierre Gasly       | Red Bull-Honda            | 78     | +9.946         |          |       | 8    | 11     |
| 6      | 55  | Carlos Sainz Jr.   | McLaren-Renault           | 78     | +53.454        |          |       | 9    | 8      |
| 7      | 26  | Daniil Kvyat       | Toro Rosso-Honda          | 78     | +54.574        |          |       | 7    | 6      |
| 8      | 23  | Alexander Albon    | Toro Rosso-Honda          | 78     | +55.200        |          |       | 10   | 4      |
| 9      | 3   | Daniel Ricciardo   | Renault                   | 78     | +1:00.894      |          |       | 6    | 2      |
| 10     | 8   | Romain Grosjean    | Haas-Ferrari              | 78     | +1:01.034      |          |       | 13   | 1      |
| 11     | 4   | Lando Norris       | McLaren-Renault           | 78     | +1:06.801      |          |       | 12   |        |
| 12     | 20  | Kevin Magnussen    | Haas-Ferrari              | 77     | +1 Volta       |          |       | 5    |        |
| 13     | 11  | Sergio Pérez       | Racing Point-BWT Mercedes | 77     | +1 Volta       |          |       | 16   |        |
| 14     | 27  | Nico Hülkenberg    | Renault                   | 77     | +1 Volta       |          |       | 11   |        |
| 15     | 63  | George Russell     | Williams-Mercedes         | 77     | +1 Volta       |          |       | 19   |        |
| 16     | 18  | Lance Stroll       | Racing Point-BWT Mercedes | 77     | +1 Volta       |          |       | 17   |        |
| 17     | 7   | Kimi Räikkönen     | Alfa Romeo-Ferrari        | 77     | +1 Volta       |          |       | 14   |        |
| 18     | 88  | Robert Kubica      | Williams-Mercedes         | 77     | +1 Volta       |          |       | 20   |        |
| 19     | 99  | Antonio Giovinazzi | Alfa Romeo-Ferrari        | 76     | +2 Voltas      |          |       | 18   |        |
| Ret    | 16  | Charles Leclerc    | Ferrari                   | 16     | Punção         |          |       | 15   |        |
| Fonte: |     |                    |                           |        |                |          |       |      |        |

## Curiosidades
- Kimi Raikkonen faz a sua corrida de número 300 da carreira na Fórmula 1.

## Voltas na Liderança
- Commons

| Nº de Voltas | Piloto         | Voltas |
| ------------ | -------------- | ------ |
| 78           | Lewis Hamilton | 1-78   |

## 2019DHLFastest Pit Stop Award

### Resultado
| 1      | 88 | Robert Kubica    | Williams-Mercedes         | 2.07 | 25 |
| 2      | 3  | Daniel Ricciardo | Renault                   | 2.36 | 18 |
| 3      | 5  | Sebastian Vettel | Ferrari                   | 2.43 | 15 |
| 4      | 33 | Max Verstappen   | Red Bull-Honda            | 2.44 | 12 |
| 5      | 10 | Pierre Gasly     | Red Bull-Honda            | 2.54 | 10 |
| 6      | 55 | Carlos Sainz     | Mclaren-Renault           | 2.57 | 8  |
| 7      | 8  | Romain Grosjean  | Haas-Ferrari              | 2.73 | 6  |
| 8      | 26 | Daniil Kvyat     | Toro Rosso-Honda          | 2.74 | 4  |
| 9      | 44 | Lewis Hamilton   | Mercedes                  | 2.91 | 2  |
| 10     | 18 | Lance Stroll     | Racing Point-BWT Mercedes | 3.07 | 1  |
| Fonte: |    |                  |                           |      |    |

### Classificação
| Tabela do DHL Fastest Pit Stop Award \| Pos \| Construtor \| Pontos \| \| --- \| ------------------------- \| ------ \| \| 1 \| Red Bull-Honda \| 143 \| \| 2 \| Ferrari \| 129 \| \| 3 \| Mclaren-Renault \| 110 \| \| 4 \| Williams-Mercedes \| 98 \| \| 5 \| Mercedes \| 56 \| \| 6 \| Renault \| 28 \| \| 7 \| Toro Rosso-Honda \| 24 \| \| 8 \| Haas-Ferrari \| 16 \| \| 9 \| Racing Point-BWT Mercedes \| 1 \| \| 9 \| Alfa Romeo-Ferrari \| 1 \| |                           |        |
| Pos | Construtor                | Pontos |
| 1 | Red Bull-Honda            | 143    |
| 2 | Ferrari                   | 129    |
| 3 | Mclaren-Renault           | 110    |
| 4 | Williams-Mercedes         | 98     |
| 5 | Mercedes                  | 56     |
| 6 | Renault                   | 28     |
| 7 | Toro Rosso-Honda          | 24     |
| 8 | Haas-Ferrari              | 16     |
| 9 | Racing Point-BWT Mercedes | 1      |
| 9 | Alfa Romeo-Ferrari        | 1      |

## Tabela do campeonato após a corrida
Somente as cinco primeiras posições estão incluídas nas tabelas.
| Pos | Piloto           | Pontos | Var     |
| --- | ---------------- | ------ | ------- |
| 1   | Lewis Hamilton   | 137    | Estável |
| 2   | Valtteri Bottas  | 120    | Estável |
| 3   | Sebastian Vettel | 82     | 1       |
| 4   | Max Verstappen   | 78     | 1       |
| 5   | Charles Leclerc  | 57     | Estável |

| Pos | Construtor                | Pontos |
| --- | ------------------------- | ------ |
| 1   | Mercedes                  | 257    |
| 2   | Ferrari                   | 139    |
| 3   | Red Bull-Honda            | 110    |
| 4   | McLaren-Renault           | 30     |
| 5   | Racing Point-BWT Mercedes | 17     |